# Машина для гольфу

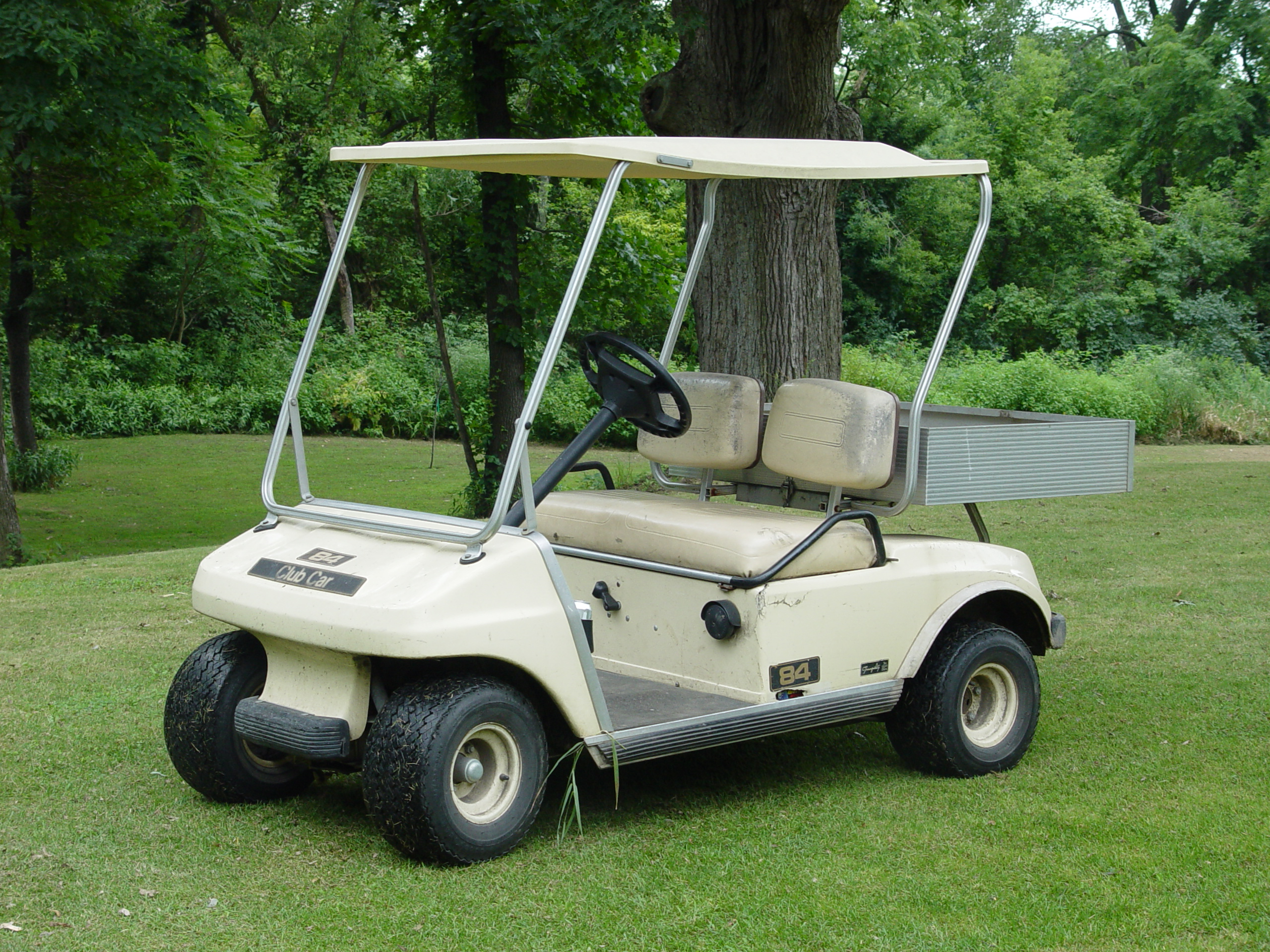
Машина для гольфу

Машина для гольфу (також машинка для гольфу, гольф-машина, гольф-карт, від англ. golf cart або гольф-кар від англ. golf car) — маленький автомобіль, призначений для перевезення гравців у гольф та їх ключок. Зазвичай розрахована на двох пасажирів, рідше — на чотирьох.

## Історія
Існує думка, що вперше моторизований засіб було застосовано на полі для гольфу американцем з Арканзасу J. K. Wadley, який побачив триколісний автомобільчик, що використовувався в Лос-Анджелесі для підвезення людей похилого віку до магазинів. Він купив собі такий само автомобільчик, але виявив, що їздити на ньому по полю складно. Перший спеціалізований автомобіль для гольфу був створений в 1932 році, але не отримав поширення. З 1930-х років і до початку 1950-х такі машини застосовувалися в основному інвалідами, яким важко було самостійно ходити по полю.
Вже до середини 1950-х років машини для гольфу набули широкого поширення. Ці, здебільшого електричні машини, що виготовлялися кількома виробниками, зокрема Сірс і Робак і Victor Adding Machines.
Творцем сучасного карту вважається каліфорнієць Merle Williams. Використовуючи накопичений під час Другої Світової війни досвід розробки автомобілів з електричною тягою, його компанія Marketeer Company розгорнула  в 1951 році виробництво електромобілів для гольфу Редлендсі. EZGO почала виробництво машин для гольфу в 1954 році, Cushman — в 1955, Club Car — в 1958, Taylor-Dunn — в 1961, Гарлі-Девідсон — в 1963, Yamaha Golf Car — в 1979 і CT&T United — в 2002.
Першим автомобілем для гольфу з бензиновим двигуном був The Walker Executive, створений Max Walker в 1957 році.

## Вплив на гольф
Створення машин для гольфу вплинуло на спорт у двох аспектах. По-перше, поля для гольфу довелося перебудувати, щоб запобігти руйнуванню колесами автомобілів трав'яного покриття. Багато кілометрів спеціально прокладених доріг змінили зовнішній вигляд і ігрові можливості полів. По-друге, поява машин драматично знизило потребу в кедді, що негативно вплинуло на якість полів (кедді регулярно заповнювали вибоїни, залишені ключками (англ.  divots), і вигладжували поверхню бункерів; гравці часто забували зробити це), так і на популярність спорту (робота кедді залучала в гольф молодь).

## Використання за межами гольфу

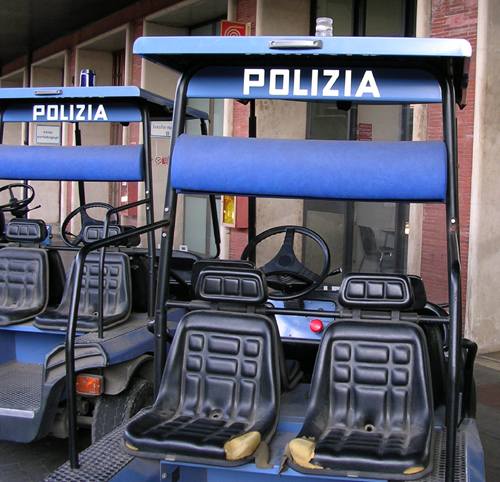
Використання машини для гольфу поліцейськими в Італії

Внаслідок своєї компактності, малого радіусу розвороту і простоти керування, машини для гольфу іноді використовуються як засіб транспорту і за межами полів для гольфу.
Наприклад, місто Пічтрі в американському штаті Джорджія пересічений численними дорогами для гольф-картів, які використовуються більшістю населення; там існують також спеціальні парковки для гольфових автомобілів.
Тендітна екологія і невеликі розміри багатьох населених островів спонукають до обмежень на автомобільний транспорт. З цієї причини машини для гольфу є основним засобом пересування на островах Санта-Каталіна, Болд-Хед,  North Captiva Island, Гамільтон і в Белізі.